# Estaimpuis
Estaimpuis es una comuna de la región de Valonia, en la provincia de Henao, Bélgica. A 1 de enero de 2019 tenía una población estimada de 10 478 habitantes.

## Geografía
Se encuentra ubicada al sudoeste del país, cerca de la frontera con el departamento francés de Norte.

### Secciones del municipio
El municipio comprende los antiguos municipios, que se fusionaron en 1977:
| - Estaimpuis - Évregnies - Estaimbourg - Leers-Nord - Néchin - Bailleul - Saint-Léger |

## Demografía

### Evolución
Todos los datos históricos relativos al actual municipio, el siguiente gráfico refleja su evolución demográfica, incluyendo municipios después de efectuada la fusión el 1 de enero de 1977.
| Gráfica de evolución demográfica de Estaimpuis entre 1846 y 2019 |
|                                                                  |